# Черненко Тимофій Глібович
Тимофій Глібович Черненко (1864 — ?) — козак, депутат Державної думи Російської імперії II скликання від Полтавської губернії.

## Життєпис
Народився 1864 року, за іншими даними — 1867.
Належав до козацького стану. Селянин містечка Бориспіль Переяславського повіту Полтавської губернії, де займався сільським господарством. Закінчив двокласне міністерське училище. Володів землею загальною площею 29 десятин.
10 лютого 1907 року обраний депутатом Державної думи Російської імперії II скликання від Полтавської губернії. Вступив до фракції октябристів та Групи правих і поміркованих. Підписав звернення поміркованих селян щодо аграрного питання, був членом депутації, яка 14 квітня 1907 року була прийнята імператором Миколою II.